# Stephen Ahialey
Stephen Dotse Koblah Ahialey est un boxeur ghanéen né le 8 janvier 1970 à Accra.

## Carrière
Stephen Ahialey est médaillé d'or dans la catégorie des poids mi-mouches aux Jeux africains du Caire en 1991, s'imposant en finale contre le Malgache Anicet Rasoanaivo.
Aux Jeux olympiques d'été de 1992 à Barcelone, il est éliminé au premier tour dans cette même catégorie par le Britannique Rowan Williams.